# Nicol Crags
Nicol Crags är en kulle i Antarktis. Den ligger i Östantarktis. Storbritannien gör anspråk på området. Toppen på Nicol Crags är 1 300 meter över havet.
Terrängen runt Nicol Crags är platt åt sydväst, men åt nordost är den kuperad. Terrängen runt Nicol Crags sluttar söderut. Trakten är obefolkad. Det finns inga samhällen i närheten. 